# Kevin Russell

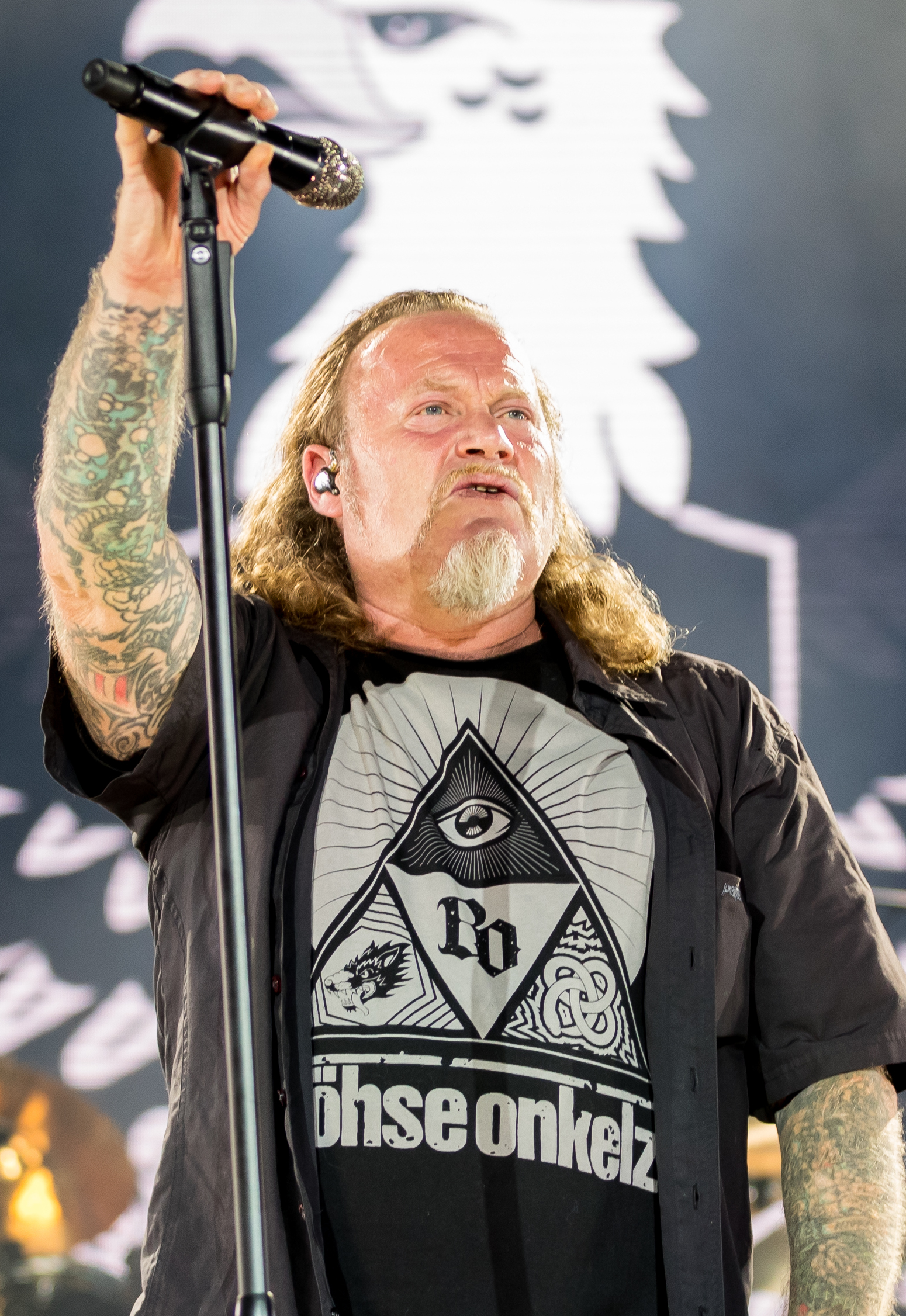
Kevin Russell (2019)

Kevin Richard Russell (* 12. Januar 1964 in Hamburg) ist ein britischer Sänger. Er wurde als Leadsänger der deutschen Rockband Böhse Onkelz bekannt, der er von 1980 bis 2005 angehörte und nach der Reunion der Band seit 2014 wieder angehört. Ebenso war er Leadsänger und Songwriter der 2012 gegründeten Band Veritas Maximus.

## Leben

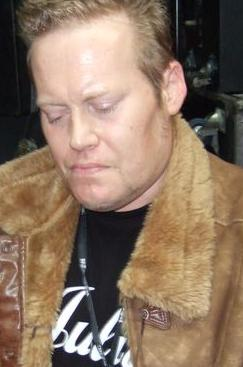
Kevin Russell (2007)

### Familie
Kevin Richard Russell wuchs als jüngstes von drei Kindern (eine Schwester und ein Bruder) auf. Sein britischer Vater arbeitete zu dieser Zeit als Pilot bei der Lufthansa, seine Mutter kam aus Hamburg. Laut Russell war sie alkoholkrank, was sich negativ auf die Familienverhältnisse ausgewirkt habe. Sie starb 2013.
Russell besitzt nicht die deutsche Staatsangehörigkeit, sondern hat einen britischen Pass. Laut eigenen Angaben wird ihm die Staatsangehörigkeit auf Grund seiner Vorstrafen verweigert. Er besuchte zeitweise die Realschule, verließ diese ohne Abschluss und versuchte schließlich über ein Berufsgrundschuljahr in einer Elektrofachschule den Hauptschulabschluss zu erlangen.
1977 zogen er und seine Familie von Hamburg nach Hösbach. Dort lernte er Peter Schorowsky und Stephan Weidner kennen, mit denen er später die Rockband Böhse Onkelz gründete. 1983 begann er eine Ausbildung zum Schiffsmechaniker, die er nicht abschloss. Ab 1986 arbeitete er als Tätowierer, 2000 wurde sein Sohn geboren.
1990 starb sein bester Freund Andreas „Trimmi“ Trimborn nach einer Messerstecherei in einer Kneipe. Die Böhsen Onkelz widmeten dem Verstorbenen später unter anderem das Lied Nur die Besten sterben jung. Am 27. Juni 2015 heiratete Russell seine langjährige Freundin Simone. Im Oktober 2023 gab er die Scheidung bekannt.

### Drogenprobleme
Russell litt viele Jahre an Drogen- und Alkoholabhängigkeit. Dies wurde auch in einigen Liedern wie z. B. Hast du Sehnsucht nach der Nadel, H oder Leiden und auch in der offiziellen Biographie thematisiert. Im Januar 2006 wurde Russell in der Mainzer Uniklinik stationär behandelt; von der Band wurde als Grund dafür ein schwerer Drogenrückfall genannt. Es kam zu einem bakteriellen Infekt, weshalb er sich einer Gehirnoperation unterziehen musste und zeitweise im künstlichen Koma lag. Nach eigenen Angaben trank er häufig täglich „viereinhalb Liter Jägermeister“ und konsumierte bis zu „20 Gramm 70-prozentiges Kokain“.

### Erster schwerer Verkehrsunfall
Am 16. November 2000 hatte Russell einen schweren Autounfall, als er im Taunus bei regennasser Fahrbahn in einer scharfen Haarnadelkurve mit deutlich überhöhter Geschwindigkeit zwei andere Autos überholte, dabei die Kontrolle über sein Fahrzeug verlor und eine Böschung hinabstürzte. Anschließend musste die Feuerwehr den Verunglückten aus seinem zerstörten Auto herausschneiden. Russell erlitt bei dem Unfall einen Oberschenkelhalsbruch, eine Platzwunde am Kopf, ein Schleudertrauma und eine schwere Gehirnerschütterung. Wegen des Unfalls und der folgenden Reha-Zeit musste das ursprünglich für den Herbst 2000 geplante Jubiläumskonzert 20 Jahre Böhse Onkelz auf März 2001 verschoben werden, das er nur unter starken Beeinträchtigungen absolvieren konnte. Russell konsumierte danach erneut Heroin und Kokain.

### Zweiter schwerer Verkehrsunfall
Am Silvesterabend 2009 auf 2010 verursachte Kevin Russell unter erheblichem Drogeneinfluss mit 232 km/h auf der A 66 bei Frankfurt am Main einen Verkehrsunfall mit zwei Schwerverletzten und beging anschließend zu Fuß Unfallflucht. Die Unfallopfer, zum Zeitpunkt 19 und 21 Jahre alt, schwebten kurzzeitig in Lebensgefahr und sind langfristig von den Folgen des Unfalls beeinträchtigt. Russel besaß bereits seit 2004 keine gültige Fahrerlaubnis mehr: diese war ihm wegen Gefährdung des Straßenverkehrs entzogen worden. Im Oktober 2010 wurde er vom Landgericht Frankfurt am Main wegen fahrlässiger Körperverletzung, Gefährdung des Straßenverkehrs sowie Unfallflucht zu einer Haftstrafe von zwei Jahren und drei Monaten verurteilt. Im August 2011 trat Russell seine Haftstrafe an und wurde wegen seines Gesundheitszustandes ins Gefängniskrankenhaus verlegt. Im Dezember 2011 verließ er das Gefängnis und ging in eine Therapieeinrichtung.

### Sonstiges
Die Tattoo-Illustration auf dem Cover des 1992er Albums The Madman’s Return des Eurodance- und Trance-Projektes Snap! stammt von ihm. Im Oktober 2023 veröffentlichte Russell im Eigenverlag seine Autobiografie Circus Maximus.

## Musikalische Karriere

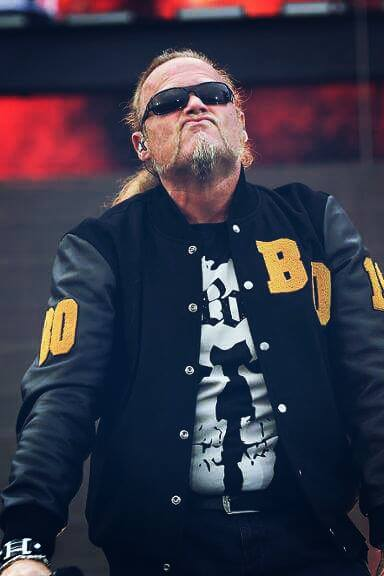
Kevin Russell (2015)

### Böhse Onkelz
1980 gründete er zusammen mit Stephan Weidner und Peter Schorowsky die Rockband Böhse Onkelz. Er war von Gründung bis zur Auflösung 2005 und ist seit der Neugründung 2014 Leadsänger der Band.

### Solokarriere
Nach dem vorläufigen Ende der Böhsen Onkelz im Jahre 2005 hätte Kevin Russell der Sänger eines Bandprojekts namens Puritanzz and Pioneers mit Matthias „Gonzo“ Röhr als Gitarrist und Jason Newsted als Bassist werden sollen. Die dahingehenden Pläne scheiterten jedoch an der Absage von Kevin Russell in Bezug auf das Projekt. In dem im Mai 2006 von der Band Nordend Antistars veröffentlichten Stück Unser Stadion – unsere Regeln ist Russell erstmals seit seinem Koma als Backgroundsänger zu hören.
Im August 2009 stand Russell bei Outer Limits, einem Festival in Hofheim in Unterfranken, zusammen mit der Coverband KOMA für einige Songs auf der Bühne. Das war das zweite Mal seit der Auflösung der Böhsen Onkelz, nach seinem Auftritt beim Festival Onkelz Non Stop in Geiselwind im Juni 2009, dass Russell Lieder seiner eigenen Band auf einer Bühne vortrug.
Im Dezember 2012 kündigte Russell auf seiner Webseite an, dass er mit einem neuen Solo-Projekt unter dem Namen „Ein Onkel gibt sich die Ehre“ wieder auf die Bühne wolle. Sein erstes Konzert fand am 09. März in Geiselwind statt.

### Veritas Maximus
Aus dem 2012 gestarteten Solo-Projekt entstand schließlich die Band Veritas Maximus. Der Name der Band ist an die lateinische Formulierung Veritas Maxima („die höchste Wahrheit“) angelehnt. Im Mai 2014 veröffentlichte die Band ihr erstes Album Glaube und Wille, das Platz fünf der deutschen Charts erreichte. Auf Nachfragen hin über die Zukunft der Band äußerte sich Russell auf Instagram, dass die Band sich aufgelöst habe.

## Werke
- Circus Maximus. Eigenverlag 2023. Ohne ISBN.

## Diskografie

### Veritas Maximus
- 2014: Glaube und Wille